# Комунальний заклад «Рішельєвський ліцей»
Комунальний заклад «Рішельєвський науковий ліцей» — середній заклад освіти м. Одеси, підпорядкований Одеському національному університету імені І. І. Мечникова.

## Історія
Рішельєвський ліцей у вигляді станового навчального закладу вищого типу був заснований у 1817 році в Одесі.
В 1865 році на його базі був утворений Імператорський Новоросійський університет — нині Одеський національний університет імені І. І. Мечникова.
В 1989 році на базі одеської середньої школи № 36 у будівлі колишнього комерційного училища Г. Ф. Файга був утворений Рішельєвський ліцей як середній навчальний заклад при Одеському державному університеті імені І. І. Мечникова.

## Сучасний ліцей
Нині Рішельєвський науковий ліцей — комунальний загальноосвітній навчальний заклад.
У навчальних планах ліцею зроблено акцент на профільне навчання за безпосередньою участю викладачів Одеського університету. Учні вільно користуються університетською науковою бібліотекою, проходять практикум у лабораторіях фізичного та хімічного факультетів, виконують наукові роботи в дослідницьких лабораторіях університету разом із студентами та науковими співробітниками. Такі спецкурси, як методи вирішення експериментальних задач, аналітична і фізична хімія, елементи теорії імовірності і комбінаторики читають ліцеїстам викладачі Одеського університету.
Для випускників ліцею існують особливи умови прийому в Одеський національний університет.
Ліцей має такі профільні класи:
1. Математики
2. Фізики
3. Хімії та біології
4. Інформаційно-комунікативних технологій

#### Особовий склад
В ліцеї навчається понад 500 учнів.
Педагогічний процес забезпечують 52 вчителі.
Директором ліцею є В. Я. Колебошин — кандидат фізико-математичних наук, доцент.

## Дружні зв'язки з іншими закладами
Ліцей підтримує творчі та наукові зв'язки з ліцеями Вінниці, Дніпра, Харкова, Херсону, з Українським фізико-математичним ліцєм при Київському національному університеті імені Т. Шевченка, Львівським фізико-математичним ліцеєм при Львівському університеті імені І. Франка, ліцеєм при Білоруському державному університеті (м. Мінськ).